# Gregor Kern
Gregor Michael Kern (* 1. April 1977) ist ein ehemaliger deutscher Basketballspieler.

## Werdegang
Der 2,06 Meter große, aus Frankfurt am Main stammende Innenspieler bestritt in der Saison 1999/2000 fünf Partien in der Basketball-Bundesliga für die DJK s.Oliver Würzburg. Es blieben seine einzigen Einsätze in der höchsten deutschen Spielklasse. Er spielte in dieser Zeit dank einer Doppellizenz ebenfalls für den Zweitligisten SpVgg Rattelsdorf. Mit der Mannschaft der Julius-Maximilians-Universität Würzburg wurde er deutscher Basketball-Hochschulmeister. Kern, den während seiner Basketballlaufbahn zwei Kreuzbandrisse zurückwarfen, spielte für den TSV Wiesentheid (Oberliga), in der Saison 2003/04 für den BC Hamburg (1. Regionalliga). 2008/09 verstärkte Kern Eintracht Frankfurt in der 2. Regionalliga. Kern stand in der Saison 2009/10 im Aufgebot der zweiten Mannschaft der Skyliners Frankfurt (2. Bundesliga ProB). Im Spieljahr 2010/11 verstärkte er zeitweise den Regionalligisten MTV Kronberg.
Kern, der beruflich zunächst bei einer Krankenkasse tätig war, gründete ein Dienstleistungsunternehmen für betriebliche Gesundheitsvorsorge, 2020 erlangte er an der Medizinischen Fakultät der Eberhard Karls Universität Tübingen mit seiner Arbeit Untersuchungen zur primären und sekundären Prävention von Hautkrebs den Doktorgrad der Humanwissenschaften.